# HATS-60
HATS-60 — одиночная звезда в созвездии Водолея на расстоянии приблизительно 1614 световых лет (около 495 парсек) от Солнца. Видимая звёздная величина звезды — +12,641m. Возраст звезды оценивается как около 7,55 млрд лет.
Вокруг звезды обращается, как минимум, одна планета.

## Характеристики
HATS-60 — жёлтый карлик спектрального класса G. Масса — около 1,097 солнечной, радиус — около 1,52 солнечного, светимость — около 1,859 солнечной. Эффективная температура — около 5616 К.

## Планетная система
В 2018 году командой астрономов, работающих в рамках обзора HATSouth, было объявлено об открытии планеты HATS-60 b.